# بیگانه (فیلم ۱۹۸۷)
بیگانه (انگلیسی: The Stranger) یک فیلم به کارگردانی آدولفو آریستارائین است که در سال ۱۹۸۷ منتشر شد.

## بازیگران
- بانی بدیلیا
- پیتر ریجرت
- بری پریموس
- سیسیلیا روت
- ریکاردو دارین
- فدریکو لوپی
- آدولفو آریستارائین